# Medinilla auriculata
Medinilla auriculata är en tvåhjärtbladig växtart som beskrevs av Carl Karl Adolf Georg Lauterbach. Medinilla auriculata ingår i släktet Medinilla och familjen Melastomataceae. Inga underarter finns listade i Catalogue of Life.